# Questo Novecento
Questo Novecento - Un secolo di passione civile. La politica come responsabilità è un saggio di Vittorio Foa edito nel 1996 da Einaudi per la collana Gli Struzzi. 
Nel libro l'autore riflette sulle modificazioni storico-politiche più importanti della storia d'Italia nel XX secolo.
L'opera vinse nella categoria "premio speciale" del Premio Viareggio nello stesso anno della sua pubblicazione.

## Storia editoriale
Il libro nasce da una serie di dieci lezioni che Foa tenne nell'inverno del 1993 presso il liceo classico di Formia. Fu lo stesso dirigente scolastico a commissionare questo ciclo d'incontri all'ex senatore, nella speranza che la testimonianza di chi aveva vissuto in prima persona momenti così significativi della storia d'Italia, risvegliasse nelle studentesse e negli studenti, un interesse ed una passione per l'impegno civile e la partecipazione politica attiva che sembrava sopito.
Foa esplicita, a partire dalle primissime righe della premessa, il fine educativo del saggio.

## Contenuti
(estratto dall'ultimo capitolo della prima edizione dell'opera)
L'autore articola il suo saggio seguendo la regolare cronologia dei grandi eventi che hanno attraversato l'Italia e l'Europa tutta nel corso del XX secolo. 
Il punto di partenza è quindi un'analisi della concatenazione di eventi che portarono allo scoppio della prima guerra mondiale. Foa prosegue poi raccontando le ferite che questo conflitto inflissero nella società civile e la fragilità della classe dirigente dell'epoca, che si risolse nella presa di potere da parte di Benito Mussolini e nella conseguente partecipazione dell'Italia alla seconda guerra mondiale a fianco delle potenze dell'Asse. Nel raccontare questo periodo, Foa, fa spesso riferimento alla sua incarcerazione in quanto oppositore politico.
Senza tralasciare una visione complessiva dello stato delle cose nel continente europeo al momento del crollo del regime fascista, l'autore prosegue analizzando la fine del conflitto, l'esperienza della guerra civile italiana, l'assemblea costituente e i primi passi della neonata Repubblica italiana.
L'ultima parte dell'opera è dedicata al racconto del secondo dopoguerra, con una particolare attenzione all'evoluzione politica dei "grandi partiti" e alla loro fine, dovuta largamente, secondo l'autore, al compromesso storico. L'ultimo capitolo dell'opera si occupa invece di riflettere sugli anni ottanta e novanta.

## Temi
Come si può intuire anche dal sottotitolo del saggio: "Un secolo di passione civile. La politica come responsabilità", Foa, costruisce il racconto del secolo interessandosi allo sviluppo della politica, da intendersi non tanto come azione dei governi o dei partiti, quanto più come: "pensiero che nasce con l'azione, che è elaborato con essa, e non come attuazione di una verità che viene prima [...]".
L'autore dichiara in apertura del saggio che reputa la politica come una scelta, di cui si può giudicare il valore. Il suo racconto del secolo, dunque, è dichiaratamente non super partes. 
Foa ammette, nella premessa del saggio, di essersi interrogato lungamente sul perché scrivere un'opera di questo tipo e di aver riflettuto anche sulla condizione giovanile dell'epoca, fatta, secondo l'autore, di "insicurezze che rendono difficile progettare la vita e sembrano quindi rendere inutile la storia". Conclude, però, decidendo di imbarcarsi ugualmente nella scrittura di quest'opera poiché ritiene che la memoria altrui abbia senso solo se elaborata sulle proprie domande.